# Altes Finanzamt (Kitzbühel)

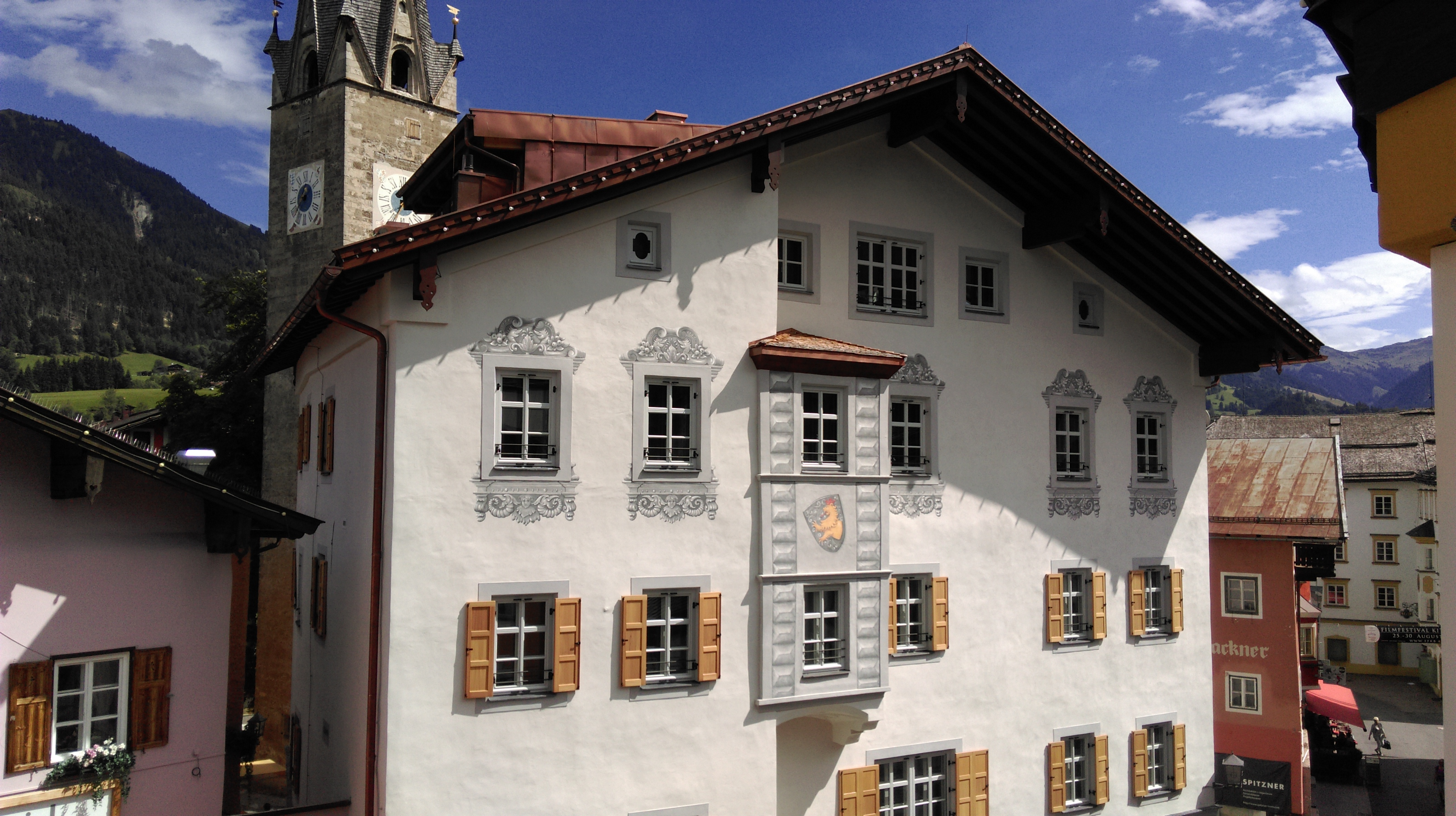
Altes Finanzamt, Fassade

Das alte Finanzamt ist ein markantes Gebäude der Kitzbüheler Innenstadt und befindet sich in der Hinterstadt Nr. 15. Das ehemalige Amtsgebäude, dessen erste bekannte Nennung auf das Jahr 1582 zurückgeht, diente bis 1821 als Berggericht. Die Vulgonamen „Altes Finanzamt“ und „Berggericht“ finden bis heute Anwendung.

## Geschichte
Das repräsentativ gestaltete Gebäude ist 1535 als Behausung von Ruepprecht Humbpühler und Gattin Martha Wonnherrin erstmals urkundlich erwähnt. In der Folgezeit gab es mehrerer kurzzeitige Besitzer, wobei im Jahre 1543 Sigmundt Neissl (Schreibweise auch Neussl) erstmals genannt wird. 1562 wird das „Neisslhaus“ von der Bergbehörde als Sitz des Bergrichters gepachtet und 1587 von dieser angekauft. Es werden 1631 Bergrichter Carl Ruedl, 1645 Mathias Undterrainer, 1671 Sebastian Undterrainer und 1692 der Bergrichter und Waldmeister Georg Budina genannt.
Nach der Aufhebung des Berggerichtes Kitzbühel Ende des 18. Jahrhunderts war das Haus – weiter unter der Bezeichnung Berggerichtshaus – Amtssitz der Berggerichts-Substitution zu Kitzbühel und des Kitzbüheler Waldamts, ab 1818 dann wahrscheinlich nur mehr Sitz des Waldamts und gehörte zum Forst-Ärar. In der Folge wurde es Sitz der Steuerbehörde, bevor es um 1935 zum Finanzamt wurde und bis 2002 blieb. Bis Ende 2011 stand das Gebäude leer und war dem Verfall anheimgegeben.
Im Januar 2012 wurde das Gebäude vom deutschen Multi-Unternehmer Peter Löw erworben.
Im Jahre 2013 wurde die Bewilligung für umfangreiche Zu- und Umbaumaßnahmen erteilt. In der Folge wurde die alte Bausubstanz saniert, die Bausünden der Vergangenheit korrigiert und der Originalzustand des Gebäudes wiederhergestellt. Besonderes Augenmerk wurde dabei auf die Verkleinerung und Reduzierung der Öffnungen gelegt, die bei Umbauten in der Vergangenheit vorgenommen wurden, um den für Kitzbühel charakteristischen Mauerbau wieder in den Vordergrund treten zu lassen. Im Rahmen des Sanierungsprojekts wurde auch die Umwidmung des Verwendungszweckes des Gebäudes genehmigt. Im Erdgeschoß befinden sich heute ein neuer Haupteingang sowie Geschäftsräumlichkeiten. Im ersten Obergeschoß ist ein Restaurantbetrieb sowie im zweiten Obergeschoß und dem Dachgeschoß eine abgeschlossene Wohneinheit untergebracht.

## Architektonische Merkmale

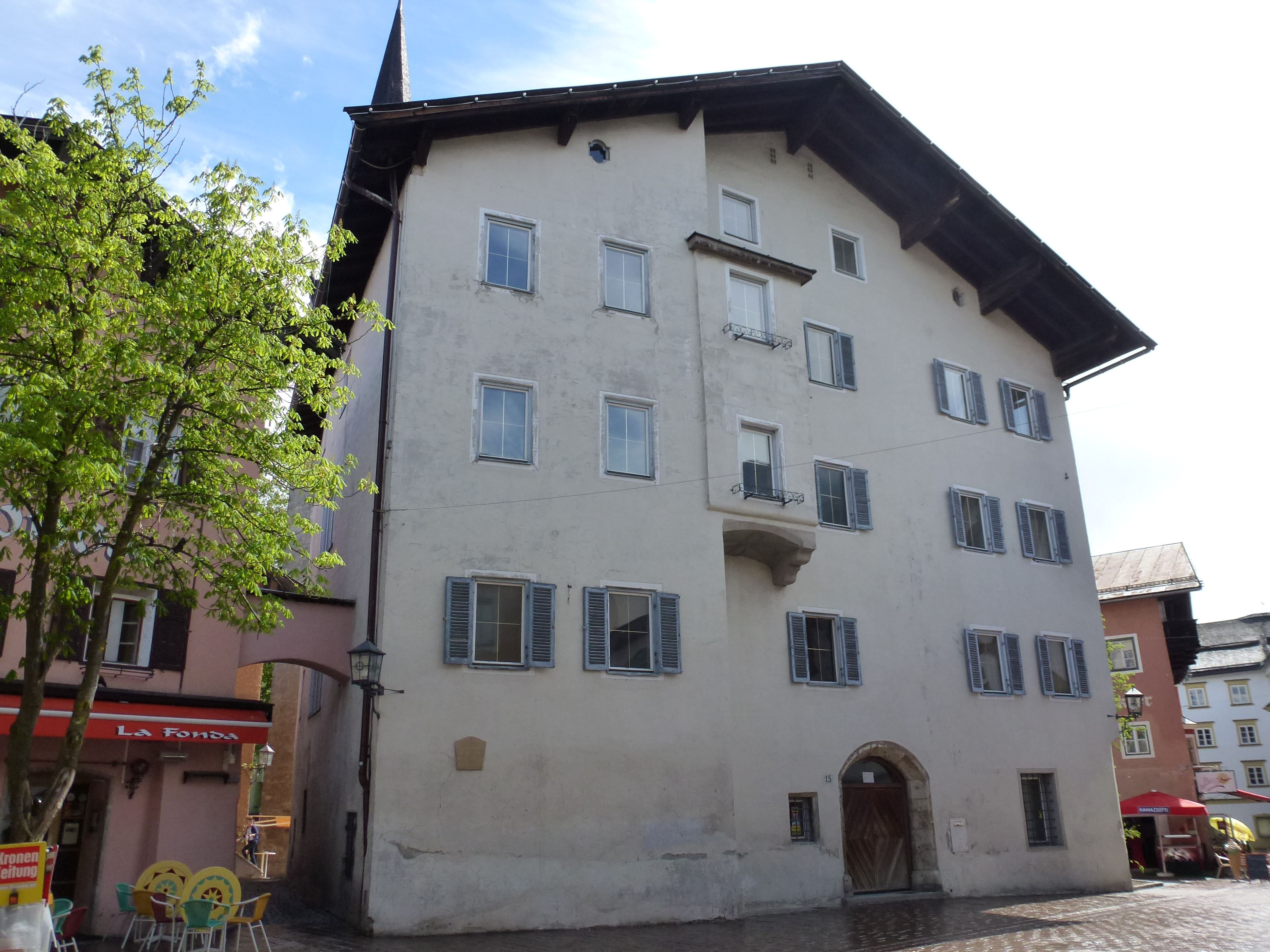
Zustand 2012

Das mächtige, freistehende und viergeschoßige Gebäude mit Satteldach erhebt sich über rechteckigem Grundriss. Es handelt sich um das höchste profane Gebäude der Kitzbühler Kernstadt. Alle vier Gebäudeecken sind bis zur Fensterhöhe des Erdgeschoßes gefast. Die Fassaden sind ungegliedert und durch unregelmäßige Achsenanordnung gekennzeichnet. An der, zur Hinterstadt hin orientierten Giebelseite springen die beiden äußeren linken Achsen vor. In die so gebildeten Ecke ist ein zweigeschoßiger Breiterker eingesetzt, der sich über das zweite und dritte Obergeschoß erstreckt. An der Ostfront befinden sich drei gekuppelte Fensterachsen. Hier ist in der Mittelachse im Erdgeschoß noch ein quadratisches, steingerahmtes Fenster des 16. Jahrhunderts erhalten. In der Mitte der Westfront befindet sich ein hohes, abgeschrägtes Rundbogenportal.
Die Innenerschließung des Gebäudes erfolgt über einen hallenartigen Erdgeschoßflur, der jetzt als Einzelhandelsfläche öffentlich zugänglich ist. Besonders erwähnenswert ist hier das spätgotische Netzgewölbe, das in weitgehend originaler Erhaltung fast die gesamte Decke schmückt. Über die seitlich rechts angestellten überwölbten Treppenaufgänge sind die Obergeschoße zugänglich.
Das Innere weist weitere gotische Originalgewölbe im ersten und zweiten Stock auf.
Umbauten vor allem in den oberen Etagen wurden im 18./19. und 20. Jahrhundert durchgeführt. Die letzten baulichen Veränderungen fanden um 1963 statt, bevor das Gebäude im Jahre 2014 einer umfassenden Sanierung unterzogen wurde.